# Mondonville (gemeente)
Mondonville is een gemeente in het Franse departement Haute-Garonne (regio Occitanie). De plaats maakt deel uit van het arrondissement Toulouse. Mondonville telde op 1 januari 2022 6.003 inwoners.

## Geografie
De oppervlakte van Mondonville bedroeg op 1 januari 2022 11,89 vierkante kilometer; de bevolkingsdichtheid was toen 504,9 inwoners per km².

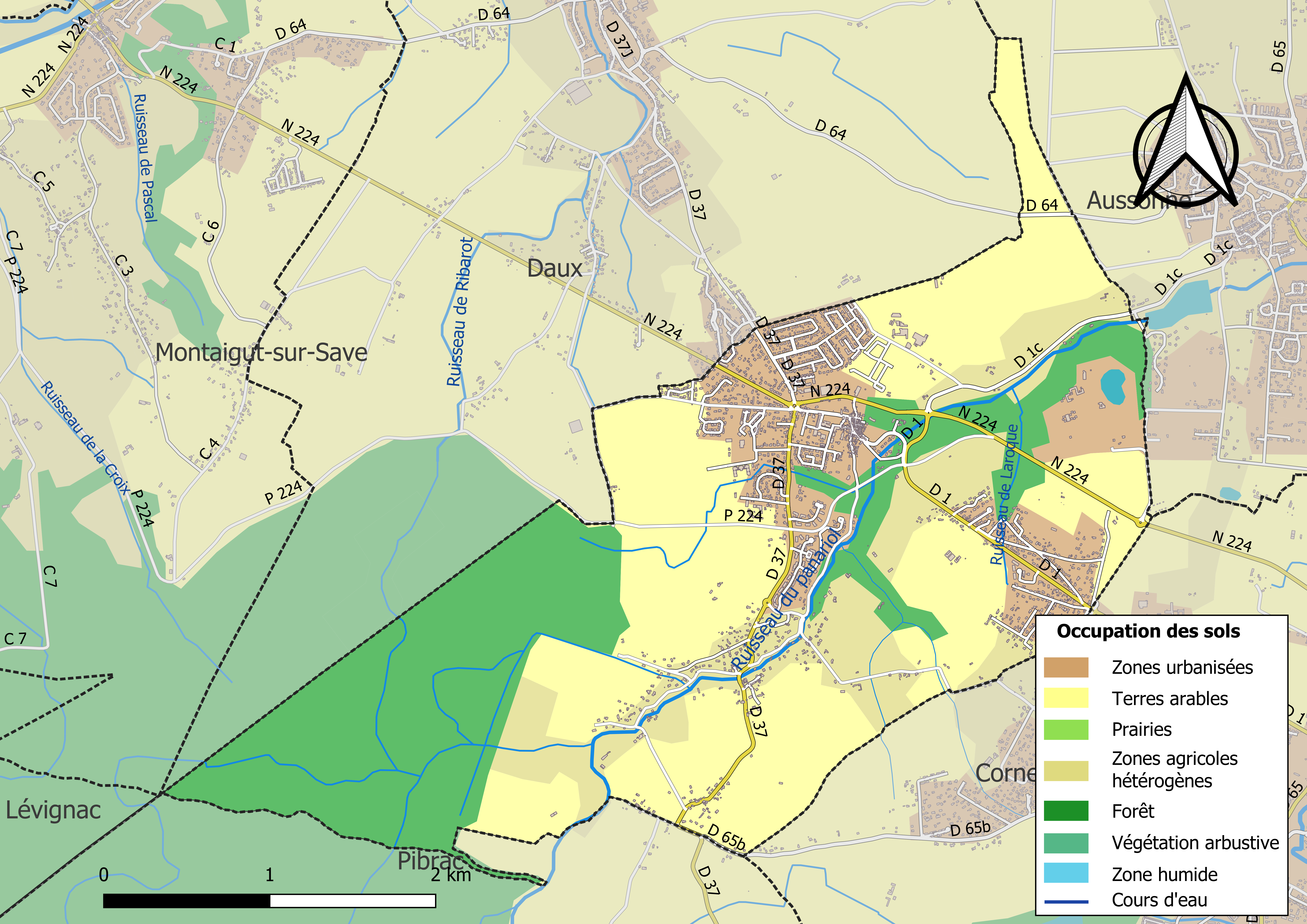
Kaart van de gemeente met belangrijkste infrastructuur, bodemgebruik en omliggende gemeenten

## Demografie
Onderstaande figuur toont het verloop van het inwonertal (bron: INSEE-tellingen).